# Вайльхайм-Шонгау
Вайльхайм-Шонгау (нем. Weilheim-Schongau) — район в Германии, в административном округе Верхняя Бавария Республики Бавария. Центр района — город Вайльхайм. Региональный шифр — 09 1 90. Регистрационные номера транспортных средств — WM.
По данным на 31 декабря 2015 года:
- территория — 96 636,83 га;[3]
- население — 132 906 чел.;[1][4]
- плотность населения — 137,53 чел./км²;
- землеобеспеченность с учётом внутренних вод — 7271,07 м²/чел.

## Административное устройство

Муниципалитеты района Вайльхайм-Шонгау (Бавария)

Район подразделяется на 34 общины.

### Городские общины
1. Вайльхайм-ин-Обербайерн (21 536)
2. Пенцберг (16 126)
3. Шонгау (12 449)

### Ярмарочные общины
1. Пайсенберг (12 503)
2. Пайтинг (11 924)

### Сельские общины
1. Альтенштадт (3 326)
2. Антдорф (1 111)
3. Бернбойрен (2 303)
4. Бернрид (2 179)
5. Бёбинг (1 696)
6. Бурген (1 683)
7. Вессобрунн (2 065)
8. Виленбах (3 143)
9. Вильдштайг (1 232)
10. Зесхаупт (2 885)
11. Зиндельсдорф (1 065)
12. Ингенрид (870)
13. Иффельдорф (2 559)
14. Оберхаузен (2 131)
15. Оберзёхеринг (1 481)
16. Пель (2 418)
17. Поллинг (3 247)
18. Прем (914)
19. Райстинг (2 196)
20. Роттенбух (1 790)
21. Хабах (1 052)
22. Хоэнпайсенберг (3 977)
23. Хоэнфурх (1 479)
24. Хугльфинг (2 454)
25. Швабзойен (1 327)
26. Швабрукк (911)
27. Штайнгаден (2 748)
28. Эберфинг (1 284)
29. Эгльфинг (970)

### Объединения общин
1. Административное сообщество Альтенштадт
2. Административное сообщество Бернбойрен
3. Административное сообщество Зесхаупт
4. Административное сообщество Роттенбух
5. Административное сообщество Хабах
6. Административное сообщество Хугльфинг
7. Административное сообщество Штайнгаден

### Упразднённое общинное объединение
1. Административное сообщество Пель-Райстинг

## Население
По оценке на 31 декабря 2015 года население района составляет 132 906 человек.
| Дата      | 1840  | 1871  | 1900  | 1925  | 1939  | 1950  | 1961  | 1970  | 1987   | 2011   |
| --------- | ----- | ----- | ----- | ----- | ----- | ----- | ----- | ----- | ------ | ------ |
| Население | 25872 | 29897 | 40827 | 53209 | 57682 | 89577 | 88024 | 96358 | 106374 | 128761 |

| Год       | 1960  | 1970  | 1980   | 1990   | 2000   | 2009   | 2010   | 2011   | 2012   | 2013   | 2014   | 2015   |
| --------- | ----- | ----- | ------ | ------ | ------ | ------ | ------ | ------ | ------ | ------ | ------ | ------ |
| Население | 88283 | 97051 | 104713 | 112394 | 127018 | 130863 | 130922 | 129060 | 129568 | 130387 | 131190 | 132906 |